# ホット・ドラム
ホット・ドラム（Hot Dram）とは、リキュールをベースとするカクテルであり、温かいタイプのロングドリンク（ロングカクテル）に分類される。

## レシピ
- ドランブイ ＝ 30ml
- 湯 ＝ 適量
- レモンの果皮 （香り付け用）

### 作り方
ホルダーを付けたタンブラー（耐熱ガラス製、容量180〜240ml程度）にドランブイを入れて、そこに湯を注いでグラスを満たしてステアする。最後に、レモンの果皮より、精油を飛ばしかければ完成である。

### 備考
飲む人の好みによって、グラスの中にレモンの果皮を浮かべても良い。

## 主な参考文献
- 成美堂出版 編集 『リキュールとカクテルの事典』 成美堂出版 2001年8月20日発行 ISBN 4-415-00835-6